# Castillo de Gola Dzierżoniowska
El castillo de Gola Dzierżoniowska es un castillo erigido en el suroeste de Polonia en estilo renacentista, situado en el pueblo de Gola Dzierżoniowska, municipio de Niemcza, en distrito de Dzierżoniów, en el voivodato de Baja Silesia. Se encuentra a 4 kilómetros del noroeste de Niemcza, a 18 kilómetros de Este Dzierżoniów y 47 kilómetros al sur de Breslavia.

## Historia
El castillo de Gola fue construido en 1580 por Leonard von Rohnau. Toda la construcción está hecha a base de roca granítica. Este lugar es conocido por haber sido habitado desde el año 1000 aproximadamente. El edificio original de estilo renacentista fue ampliado en los años 1600-1610. Pasó por remodelaciones a principios del siglo XVIII y finalmente se restauró en el siglo XX. Por desgracia, el castillo fue parcialmente destruido en 1945 y los últimos propietarios, la familia von Prittwitz und Gaffron, lo tuvo que abandonar después de la Segunda Guerra Mundial. A partir de entonces, el castillo fue cayendo en ruinas. El parque natural de los alrededores de la propiedad también fue abandonado. Sin embargo, tanto el castillo y el parque están ahora bajo protección estricta. El castillo Gola es de especial interés debido a que es uno de los castillos más grandes y antiguas construidas de estilo renacentista en esta región.

## Arquitectura

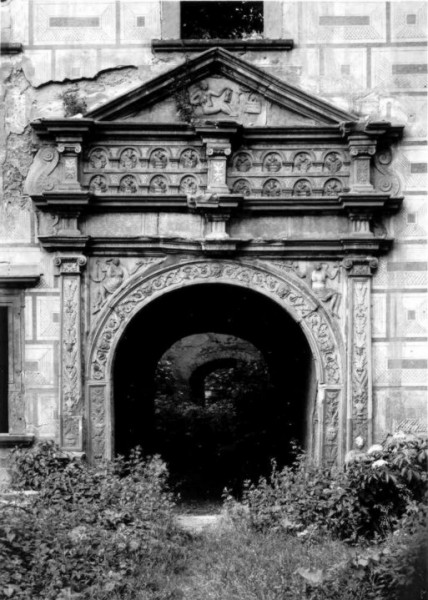
Portal y paredes con decoración esgrafiada de Castillo de Gola

El castillo renacentista de Gola se ha construido en 1580 sobre piedra escarpada por Leonard von Rohnau - esto es confirmado por el inscripción sobre la entrada principal que dice "En el nombre de Dios, Amén. El 29 de febrero 1580 Leonard von Rohnau inició la construcción y gracias a Dios la cubrió con un techo "- muy probablemente es la construcción más antigua de mediados de la Edad Media. El castillo tenía en la Edad Media un carácter defensivo, como lo demuestra el acantilado escarpado en el lado oeste, el foso húmedo desde el este, y los muros de piedra dobles que rodea el edificio.
El castillo renacentista fue construido como un edificio cuadrangular con un patio interior. Un tilo de 300 años de edad, que sigue creciendo en medio del patio. A principios del siglo XVII, la torre se ha añadido la esquina oriental a la construcción original. A partir de este día, la forma del edificio permanece intacta.
El castillo cuenta con un hermoso portal y una muralla esgrafiada.

## El parque
El parque de Gola está por debajo del nivel del castillo. Este parque de 13 hectáreas cuenta con más de 1600 árboles que representan aproximadamente 35 especies de todo el mundo. Un gran sistema de agua riega el parque. El río que atraviesa el parque de Gola forma siete de los estanques. Es un ambiente único creado por los estanques y la vegetación, que sigue siendo aún hoy en día, ya que muchos de los estanques siguieron creciendo con los años.
El parque cuenta con una diversidad muy rica en flora y fauna. La ruta principal que va desde la parte superior del parque donde se encuentra el castillo está rodeada por árboles de haya centenarios.
El último inventario de la flora en el parque de Gola fue catalogado en otoño de 2001. El trabajo fue realizado por el siguiente equipo: Ewa Domaszewska, Barcki Artur Gendaj y Cedric.
Los 1619 árboles y las 36 especies diferentes fueron recogidas y catalogadas en este inventario. Para una versión completa del inventario y una descripción detallada de cada árbol, por favor, eche un vistazo a archivo de referencia (sólo disponible en latín y polaco)).

## Reconstrucción
El trabajo intensivo con el objetivo de restituir los valores históricos del monumento se ha llevado a cabo desde el año 2000. Estas obras han sido subvencionadas en los años 2007-2008 en el "Patrimonio Cultural" programa del Ministerio de Cultura y Patrimonio Nacional.

## Hotel, Spa & Restaurante
En 2013, el castillo de Gola se convertirá en un hotel de lujo, spa y restaurante: Uroczysko 7 stawów - Sanctuary 7 Lagos. Para obtener más información, consulte: http://www.uroczysko7stawow.com.
|                |               |
| Estado inicial | Estado actual |